# Pitten (Fluss)
Die Pitten im südöstlichen Niederösterreich ist einer der beiden Quellflüsse der Leitha in Österreich.

## Name
Das Gewässer wird 1189 als Puten fluvios erstmals schriftlich erwähnt. Als Talname erscheint der Name schon 1144 als Pütinovve und als Ortsname im Jahr 869 als ad Putinnun. Der Sprachwissenschaftler Albrecht Greule lehnt die gängige Herleitung des Namens über vulgärlatein buda für 'Schilfgras' ab, da dieses relativ spät aus einer Berbersprache entlehnt wurde. Er sieht einen Zusammenhang mit dem indogermanischen Wort *bhudh-i- für 'Boden'.

## Geografie

### Lauf
Die Quellbäche entspringen im Wechselgebiet. Die Pitten beginnt in der Nähe des Wanghofes mit der Vereinigung des Großen Pestingbaches mit dem Feistritzbach. Bei Seebenstein bildet das Pittental den westlichen Rand der Naturparke Seebenstein und Türkensturz sowie des Landschaftsschutzgebiets Seebenstein-Scheiblingkirchen-Thernberg.

### Wasserführung
Die Pitten durchfließt die Bucklige Welt im Pittental und vereinigt sich in Haderswörth (Ortsteil von Lanzenkirchen) mit der Schwarza zur Leitha. Die Pitten weist bei der Messstelle Warth eine mittlere Durchflussmenge von 3,2 m³/s auf.
Trotz der im Normalfall geringen Durchflussmenge sorgt die Pitten wegen ihres großen Einzugsgebietes in regelmäßigen Abständen immer wieder für gefährliche Hochwasser und Überschwemmungen. Der Rekordwert wurde dabei in der Messstelle Warth am 7. August 1999 mit einer Durchflussmenge von 142 m³/s bei einem Wasserstand von 318 cm verzeichnet. Weitere Hochwasser wurden zuletzt am 27. Juni 1954 (D: 110 m³/s – W: 270 cm), 21. Juli 1965 (D: 110 m³/s – W: 270 cm), 6. Oktober 1982 (D: 109 m³/s – W: 291 cm), 2. Juli 1975 (D: 105 m³/s – W: 294 cm) gemessen.

## Nebenbäche
Die Pitten hat ein Einzugsgebiet von 412,7 Quadratkilometern. Die größten Zuflüsse sind:
| Name                         | Mündungsseite     | Mündungsort       | Einzugsgebiet in km² |
| ---------------------------- | ----------------- | ----------------- | -------------------- |
| Großer Pestingbach           | rechter Quellbach | Wanghof           | 098,2                |
| Feistritz                    | linker Quellbach  | Wanghof           | 117,4                |
| Reifbach (Raifbach)          | links             | Olbersdorf        | 003,9                |
| Edlitzbach                   | rechts            | Grimmenstein      | 025,5                |
| Reinbach (Rainbach)          | rechts            | Hütten            | 004,1                |
| Kegelgraben                  | rechts            | Petersbaumgarten  | 003,9                |
| Haßbach                      | links             | Warth             | 030,0                |
| Schlattenbach                | rechts            | Scheiblingkirchen | 070,3                |
| Schildgraben (Schilternbach) | rechts            | Schiltern         | 005,7                |